# Поль-е Доаб
Поль-е Доаб (перс. پل دوآب) — дегестан в Ірані, у бахші Заліян, в шагрестані Шазанд остану Марказі. За даними перепису 2006 року, його населення становило 27846 осіб, які проживали у складі 7365 сімей.

## Населені пункти
До складу дегестану входять такі населені пункти:
- Алардж
- Альборз
- Бане
- Бесрі
- Гак-е Олія
- Гак-е Софла
- Гасанабад
- Гасанабад
- Гесар
- Гомріян
- Госейнабад
- Джазанак
- Ескан
- Каззаз
- Калье-є Ґав-Ґодар
- Калье-є Ковкабіє
- Кішан
- Колагдуз
- Ландж-Руд
- Магаджеран
- Магаджеран-е Абу-оль-Гасан
- Магаджеран-е Камар
- Магаджеран-е Хак
- Мазрае-є Кішан
- Мегдіабад
- Міян-Руд
- Набі-Дар
- Нафтохімічний завод
- Саварабад-е Софла
- Санґар
- Сар-Чаль
- Тагт-е Магалль
- Фар
- Хосбіджан
- Чешме-є Сар